# 陳君葆
陳君葆，OBE（1898年—1982年6月25日），廣東省香山縣（今中山市）三鄉鎮平嵐鄉人，香港學者，曾任中英文化協會香港分會秘書，著有《陳君葆日記》。在1930、1940年代中國抗日戰爭期間妥善保存古籍，1947年獲港督楊慕琦頒授英帝國官佐勳章（OBE）表揚。

## 傳記
陳君葆早年就讀皇仁書院及育才書社。畢業於香港大學文學院，曾在新加坡和馬來西亞工作。1930年代於香港大學任教，歷任馮平山圖書館館長。1937年中国抗日战争全面爆發，中國大量圖書經香港運往外國暫存已防在戰火中受損。陳君葆負責接應海運至香港的圖書，整理記錄後運往美國暫存。日本和美國爆發太平洋戰爭後，書籍無法如期海運至美國，滯留香港。
1941年12月25日，香港淪陷，進入日治時期。淪陷僅三天，日軍已派軍官查封香港大學的圖書館，發現了111箱已整理裝箱的書（共計約3萬本），隨即運往日本東京上野恩賜公園帝國圖書館（但陳君葆當時不知道會運往何處）。在三年零八個月期間，陳君葆唯有整理館藏。日本在第二次世界大戰戰敗投降後，他開始追尋那111箱書。
1946年1月，他知道外國朋友博薩爾隨遠東委員會到日本，故托請他留意。同年6月，博薩爾通知陳君葆在日本東京上野恩賜公園帝國圖書館看見那111箱書，博薩爾已向位於東京的中國大使館報告，並請求陳君葆寫信到東京的英國或中國大使館交涉。陳君葆馬上寫信予國民政府教育部常務次長杭立武，同年7月，杭立武回信指那111箱書已尋回。陳君葆成功「護書」。
1947年，港督楊慕琦頒授英帝國官佐勳章（OBE）表揚陳君葆，賀函裡讚揚他：
|  | 香港政府期望能就市民於一九四一年抗戰期間及其後淪陷時期的英勇行為、犧牲精神，以及忠職守的表現，對他們致以最深的謝意。 |